# Открытый аукцион в электронной форме
Открытый аукцион в электронной форме (ОАЭФ) — открытый аукцион, проводимый в электронной форме на сайте (Электронной Торговой Площадке — ЭТП) в сети Интернет в порядке, установленном главой 3.1. Федерального закона от 21.07.2005 № 94-ФЗ. С 1 января 2014 года действует Федеральный закон от 5 апреля 2013 года № 44-ФЗ «О контрактной системе в сфере закупок товаров, работ, услуг для обеспечения государственных и муниципальных нужд». ОАЭФ проводится для нужд государственного заказчика (федеральные, региональные и муниципальные бюджетные организации), на Электронных торговых площадках, аккредитованных Министерством Экономического Развития Российской Федерации.

## Возникновение открытых аукционов в России
С учётом всех принятых Правительством и Государственной Думой мер объем госзаказа РФ в 2009 году составил 4 трлн рублей. Размер государственного заказа РФ в 2010 году, вместе с гособоронзаказом, составляет 5 трлн рублей. Согласно заявлению заместителя министра экономического развития Анны Поповой, с 2010 года вступают в силу поправки в федеральное законодательство, согласно которым более 70 % заказов будут размещаться на утверждённых Правительством РФ Электронных Торговых Площадках.
В свете развития информационных технологий и совершенствования законодательства РФ (в сфере снижения затрат на государственные закупки и борьбы с коррупцией) Государственная Дума Российской Федерации приняла Федеральный Закон № 94, который регулирует область размещения государственных заказов на Электронных Торговых Площадках. Кроме этого закона сферу госзаказов на торговых площадках регулируют различные распоряжения, постановления и законы Правительства Российской Федерации.

## Правовое регулирование
В целях повышения эффективности размещения государственного заказа, а также для противодействия коррупции в сфере государственного финансирования Правительством Российской Федерации был принят ряд федеральных законов. В частности: федеральный закон 94-ФЗ «О размещении заказов на поставки товаров, выполнение работ, оказание услуг для государственных и муниципальных нужд» от 21 июля 2005 г.; Постановление Правительства РФ от 17 марта 2008 г. № 179 о пользовании сайтами в сети Интернет, на которых осуществляется проведение открытых аукционов в электронной форме.
С 1 января 2010 года, размещение заказов на поставки товаров, выполнение работ, оказание услуг для федеральных нужд для товаров, работ и услуг, указанных в Перечне, утверждённом Распоряжением Правительства Российской Федерации от 27 февраля 2008 г. N 236-р (в ред. распоряжения Правительства РФ от 25.03.2010 N 427-р), должно производиться путём проведения открытых аукционов в электронной форме.
При проведении открытого аукциона в электронной форме в порядке, установленном главой 3.1 Федерального закона от 21 июля 2005 г. № 94-ФЗ извещение о проведении соответствующего аукциона, а также иная информация о ходе проведения и результатах аукциона размещается непосредственно на электронных площадках.
С 1 июля 2010 года федеральные государственные заказчики, а с 1 января 2011 года заказчики субъектов Российской Федерации и муниципальные заказчики обязаны проводить открытые аукционы в электронной форме. В таких условиях до завершения аукциона не будет известно, кто участвует в торгах, что в значительной степени обеспечивает конкуренцию, уменьшает возможность коррупции.

## Аккредитованные Электронные Торговые Площадки для госзаказов
Согласно приказу Минэкономразвития России от 26 октября 2009 г. № 428 «Об утверждении Порядка отбора электронных площадок в целях проведения открытых аукционов в электронной форме» и приказа Минэкономразвития России и ФАС России от 14 ноября 2009 г. № 466/763 «О проведении отбора электронных площадок в целях проведения открытых аукционов в электронной форме» к 1 января 2010 года был осуществлен отбор пяти электронных торговых площадок.
В перечень отобранных площадок попали: ЗАО «Сбербанк-АСТ»; ОАО «Единая электронная торговая площадка»; ГУП «Агентство по государственному заказу Республики Татарстан»; а также площадки ЗАО «Московская межбанковская валютная биржа» и ООО «РТС-тендер».

## Преимущества электронных аукционов
Каждый специалист в области государственных закупок знает, какие сложности возникают при проведении конкурсов и аукционов по стандартным схемам — большой расход рабочего времени, средств и многое другое. По сравнению с обычными аукционами и конкурсами электронные имеют ряд преимуществ:
1. Короткие сроки проведения процедур;
2. Экономия бюджетных средств на организации и проведении торгов;
3. Прозрачность и открытость процесса закупок;
4. Честная конкуренция, исключающая неценовые методы ведения борьбы;
5. Равные права всех поставщиков товаров, работ и услуг;
6. Участие в торгах возможно из любой точки мира, не выходя из своего офиса;
7. Высокий уровень безопасности и защиты, применение средств электронной цифровой подписи;
8. Доступность для представителей среднего и малого бизнеса, которые раньше не могли войти в область государственных закупок.

Помимо достижения экономии бюджетных средств и снижения коррупционной составляющей, реализация правительственных мер обеспечивает широкий доступ к государственному заказу для мелких и средних предприятий, тем самым расширяя рынки сбыта для производимых ими товаров и оказываемых услуг. Это особенно важно для преодоления экономикой России последствий экономического кризиса.
Мнение Евгения Федорова, выступавшего на Международном форуме участников электронной торговли «В2В - задачи, решения, перспективы»:

 «Целесообразно и далее развивать электронные торговые площадки и полномасштабно использовать их возможности для размещения государственного и муниципального заказов. Электронные торги — это составная и очень важная часть отечественной инновационной инфраструктуры, расширяющей географию участников закупок товаров и услуг. Интернет в нашей стране успешно развивается и это залог успешного развития электронных торгов. Они сокращают время, и самое главное снижают коррупционность процедур и расширяют возможности для малого бизнеса получать государственные заказы.»

## Регламент проведения открытых аукционов в электронной форме
1. Для участия в аукционе, участники должны зарегистрироваться на Электронной Торговой Площадке, подать заявку и в день проведения аукциона зайти на страницу аукциона используя средства идентификации или ЭЦП.
2. В случае если подана или признана соответствующей только одна заявка, аукцион считается не состоявшимся и контракт заключается с единственным участником по максимальной цене.
3. Аукцион проходит на понижение цены.
4. В момент начала аукциона у участника появляется возможность, сделать ценовое предложение на понижение максимальной цены контракта в размере шага аукциона, который составляет от 0,5 процента до пяти процентов начальной (максимальной) цены контракта, воспользовавшись специальной формой на сайте.
5. Участник может неоднократно подавать ценовые предложения
6. Торги считаются завершенными, если через 10 минут с момента начала торгов или последнего предложения по цене от участника не поступило предложения, предусматривающего более низкую цену.
7. После завершения подачи предложений и выявлении победителя аукциона, включается режим дополнительной подачи предложений на 10 минут, для выявления следующих за победителем участников.
8. Победителем признается участник, предложивший наиболее низкую цену контракта.
9. Выявляется участник сделавший лучшее предложение по цене, следующее за предложением победителя.
10. Система в течение нескольких минут автоматически формирует протокол с итогами торгов.

## Обеспечение
Согласно положениям закона 94-ФЗ, при проведении открытого аукциона в электронной форме, во время публикации извещения о проведении торгов, заказчик обязан установить требование о предоставлении размера обеспечения заявки, которое варьируется от 0,5 до 5 % начальной суммы контракта. Участники размещения заказа, желающие принять участие в торгах, обязаны перевести эти средства со своего счета на счет электронной площадки на время проведения процедуры торгов.
Федеральный закон от 5 апреля 2013 года № 44-ФЗ «О контрактной системе в сфере закупок товаров, работ, услуг для обеспечения государственных и муниципальных нужд» также предусматривает возможность
установления заказчиком требования о предоставлении обеспечения исполнения контракта. Если заказчиком, уполномоченным органом установлено требование обеспечения исполнения контракта, то контракт заключается только после предоставления победителем аукциона (или иным участником аукциона, с которым заключается контракт, в случае уклонения победителя от заключения контракта) такого обеспечения исполнения контракта в том размере, который указан в документации об открытом аукционе в электронной форме. Размер, срок и порядок предоставления обеспечения исполнения контракта указывается в документации об открытом аукционе в электронной форме. Часть 19 ст. 41.12 ФЗ № 94 определяет уже известные всем два вида обеспечения исполнения контракта:
— безотзывная банковская гарантия;
— залог денежных средств, в том числе в форме вклада (депозита).

## Заключение контракта по итогам аукциона
По итогам аукциона с победителем заключается государственный контракт. Процедура и сроки заключения контракта регламентированы в ст.83.2  Федерального закона от 05 апреля 2013 года № 44-ФЗ «О контрактной системе в сфере закупок товаров, работ, услуг для обеспечения государственных и муниципальных нужд».
Особенность заключения контракта в том, что он заключается в электронной форме, с применением электронной цифровой подписи на сайте электронной торговой площадки, на которой проводился аукцион. Причём, любые контракты, подписанные в бумажной форме считаются ничтожными.
В случае уклонения или нарушения сроков подписания государственного контракта поставщиком, заказчик обязан заключить контракт с организацией, занявшей второе место, и передать в Федеральную антимонопольную службу сведения об уклонившемся поставщике.
Федеральная антимонопольная служба размещает сведения об уклонившемся поставщике в Реестре недобросовестных поставщиков.

## Обучение работе с Электронными Торговыми Площадками
Заказчики и поставщики (участники размещения заказа) часто пользуются услугами различных учебных центров для обучения персонала работе в сфере электронных торгов, особенно это актуально, если компания до этого не работала на торговых площадках или в законодательстве Российской Федерации произошли важные изменения в области регулирования регламента проведения открытых аукционов в электронной форме. Не редки случаи, когда сотрудники одной компании приходят на семинары несколько раз, так как законодательство постоянно развивается и дополняется, а также сами торговые площадки не стоят на месте — постоянно улучшают свою функциональность, разрабатывают новые системы защиты интересов клиентов, добавляют различные сервисы и услуги.

## Итоги
При текущей ситуации на Российском финансовом рынке, каждый руководитель, заботящийся о финансовом благополучии собственной компании или структуры, ищет способы расширения своих рынков сбыта, увеличения продаж товаров, работ или услуг и борется за уменьшение вложений кадровых, материальных и временных ресурсов. Участие в открытых аукционах в электронной форме — это одно из простейших решений данной задачи.